# Kampsajärvi
Kampsajärvi är en sjö i Finland. Den ligger i kommunen Rovaniemi i landskapet Lappland, i den norra delen av landet, 700 km norr om huvudstaden Helsingfors. Kampsajärvi ligger 132,1 meter över havet. Den är 8,4 meter djup. Arean är 82,8 hektar och strandlinjen är 7,04 kilometer lång. Sjön  ingår i Kemi älvs huvudavrinningsområde. 